# Joos van Cleve
Joos van Cleve, eller Joos van der Beke, född omkring 1485 i Kleve, död 1540 i Antwerpen, var en nederländsk konstnär. Han var far till konstnären Cornelius van Cleve.

## Biografi
Joos van Cleve anses identisk med den så kallade Mästaren av Marias död, av vilken det finns en målning i Köln (daterad 1515) och en annan i München. van Cleve var verksam huvudsakligen i Antwerpen. I Dresden, Wien, Frankfurt am Main och flera andra platser finns såväl andaktsbilder som porträtt utförda av van Cleve. Han uppvisar tydliga influenser från det italienska måleriet och Leonardo da Vinci, men anslöt sig i landskapsbakgrunderna till Joachim Patinirs måleri.
van Cleve har även utfört flera elegant utförda porträtt från de engelska och franska hoven.

## Bilder
| - Madonnan med Barnet och en donator. - Bebådelsen (omkring 1525). - Jungfru Maria i bön. - Lucretia. |